# Lanthus vernalis
Lanthus vernalis is een libellensoort uit de familie van de rombouten (Gomphidae), onderorde echte libellen (Anisoptera).
De wetenschappelijke naam van de soort werd voor het eerst geldig gepubliceerd in 1980 door Frank Louis Carle.